# Phalacrocera vancouverensis
Phalacrocera vancouverensis is een tweevleugelige uit de familie buismuggen (Cylindrotomidae). De soort komt voor in het Nearctisch gebied.